# دوران پیمان‌شکنی
دوران پیمان‌شکنی (لهستانی: Czas zdrady) یک فیلم درام تاریخی لهستانی به کارگردانی وویچیخ مارچفسکی است که در سال ۱۹۹۷ منتشر شد.

## گزیدهٔ بازیگران
- یانوش گایوس
- یژی راجیویوویچ
- آگنیشکا کروکوونا
- هنریک گوونبیفسکی
- ماریوش بنوآ
- لئون خارِویچ
- رافائو مور
- مارک شودیم